# 小坂城 (常陸国)
小坂城（おさかじょう）は、茨城県牛久市小坂町にあった戦国時代の日本の城。牛久市指定史跡。

## 地理
小坂団地と小坂の集落の間にある愛宕山に築城された。

## 歴史
小田氏から分流した岡見弾正忠治資が牛久城を築城する少し前につくったとされる。
小田家風記には「小坂城主が岡見備中守であり、一万石の小田一族大名」として記録されている。
新編常陸国誌には、「天文17年（1548年）に小野川の対岸の泉城から攻撃を受け、小坂岡見勢が泉城主の東条重定を討って撃退した」とされている。
この小坂合戦には、東条氏に味方する江戸崎の土岐氏と岡見氏に味方する小田氏も参戦したとされている。

## 城の構造
小規模ではあるが技巧的な城館として残されている。南端Iにある主郭は、県道の改修時に発掘調査が行われ、三分の一程度が削り取られている。主郭の周りは土塁と空堀がめぐっており、曲輪IIも土塁が全周し、その外側は大規模な空掘で囲まれている。北面中央の開口部は櫓門の虎口跡と思われる。曲輪IIIは大規模な土塁が全周し、東北部には破壊された土橋で城外と接続されていたことが考えられる。
主廓の発掘調査では堀の城内側が柵で囲まれ、南西の堀底には三ヶ所の障子堀の遺構が発掘されている。
岡見城との間にある深い谷津に阻まれている。この谷津を境に西側が河内郡で東側が信太荘に分断されていた。そして、小野川の南側の対岸は東条荘であり、小坂城は敵対する土岐氏との境目に築かれた城と位置づけられる。
城跡は2006年（平成18年）11月24日付で市の史跡に指定された。

## 小坂城と笄松物語
牛久のむかしばなしに「小坂城と笄松物語」があり、小坂城の戦いのことが伝わっている。「女中奉公していたきくが早朝に井戸で水汲みしていた時に、西南の方向におびただしい煙があがっていた。そこで敵が兵糧を炊いているのではないかと思い宿直の武士に知らせた」と伝えている。この戦いが東条氏との合戦かどうかはわからないが、他に小坂城での合戦の記録が残されていないことから、この時の言伝えであろうと考えられる。

## 鎌倉街道
北側には鎌倉街道が走っている。小坂の脇を通る鎌倉街道は、島田から小坂、阿見本郷を通って土浦、石岡（常陸国国府）へ向う鎌倉時代の街道になる。

## 参考資料
- 牛久市史 原始中世古代編
- 国土地理院「航空写真」
- 小坂城発掘調査報告書